# 2035
2035 (MMXXXV) bude běžný rok v 21. století, který začne v pondělí 1. ledna gregoriánského kalendáře.

## Očekávané události
- 8. ledna – objekt 2002 AY1 se přiblíží k planetě Zemi.[1]
- 25. března – katolická velikonoční neděle.[2]
- 19. srpna – zatmění Měsíce[3]
- 2. září – částečně zatmění Slunce nad Korejským poloostrovem.[4]
- Mistrovství Asie ve fotbale 2035

## Výročí
- 12. března – 500 let od založení Portovieja.
- 25. července – 500 let od založení města Guayaquil.

## Fikce
Následující fiktivní díla se odehrávají v roce 2035:
- Já, robot (film, 2004)
- Metro 2035 (film, 2015)[5]
- Outcasts (seriál, 2011)
- Soudný den (film, 2008)[6]
- XCOM 2 (počítačová hra, 2016)[7]
- ArmA 3 (sandbox, 2013)[8]